# Dopesick (minisèrie)
Dopesick és una minisèrie dramàtica estatunidenca creada per Danny Strong per a Hulu. Basat en el llibre de no-ficció Dopesick: Dealers, Doctors, and the Drug Company that Addicted America de Beth Macy, es va estrenar el 13 d'octubre de 2021 i va concloure el 17 de novembre de 2021, després de vuit episodis.
La sèrie va rebre majoritàriament crítiques positives de la crítica, amb elogis particulars per les actuacions del repartiment, sobretot les de Kaitlyn Dever i Michael Keaton. A la 74a edició dels premis Primetime Emmy, la sèrie va rebre catorze nominacions, incloses sèries limitades o antologias excepcionals i nominacions d'actuació per a Keaton, Dever, Will Poulter, Peter Sarsgaard, Michael Stuhlbarg i Mare Winningham, amb Keaton guanyant com a millor actor principal en una sèrie limitada o Sèrie d'antologia o pel·lícula. A més, Keaton també va guanyar com a actor principal als 79è Globus d'Or, 28è Screen Actors Guild Awards i 12è Critics' Choice Television Awards.

## Premissa
Dopesick se centra en "l'epicentre de la lluita dels Estats Units amb l'addicció als opioides" als Estats Units, en com els individus i les famílies es veuen afectats per això, en els suposats conflictes d'interessos que involucren Purdue Pharma i diverses agències governamentals com la Food and Drug Administration. i el Departament de Justícia dels Estats Units, i finalment, sobre el cas legal contra Purdue Pharma i el seu desenvolupament, prova i comercialització del fàrmac OxyContin.

## Repartiment i personatges
La majoria dels personatges de la sèrie són personatges de ficció i compostos⁣; Mountcastle, Ramseyer i els membres de la família Sackler són els únics personatges principals basats directament en persones reals.

### Personatges principals
- Michael Keaton as Dr. Samuel Finnix
- Peter Sarsgaard as Rick Mountcastle
- Michael Stuhlbarg as Richard Sackler
- Will Poulter as Billy Cutler
- John Hoogenakker as Randy Ramseyer
- Kaitlyn Dever as Betsy Mallum
- Rosario Dawson as Bridget Meyer

### Personatges recurrents
- Jake McDorman as John L. Brownlee|John Brownlee
- Ray McKinnon as Jerry Mallum
- Cleopatra Coleman as Grace Pell
- Raúl Esparza as Paul Mendelson
- Will Chase as Michael Friedman
- Phillipa Soo as Amber Collins
- Mare Winningham as Diane Mallum
- Lawrence Arancio as Raymond Sackler
- Jaime Ray Newman as Kathe Sackler
- Arischa Conner as Leah Turner
- Ian Unterman as Jonathan Sackler
- Brendan Patrick Connor as Howard Udell
- Andrea Frankle as Elizabeth Sackler|Beth Sackler
- Winsome Brown as Theresa Sackler
- Alan Campbell as Dr. Paul Goldenheim
- Rebecca Wisocky as Cynthia McCormick
- Meagen Fay as Sister Beth Davies
- Trevor Long as Rudy Giuliani
- Serena Ebhardt as Sue Ella Van Zee

## Episodis
| Núm. | Títol                          | Direcció        | Guió                            | Data d'estrena original | Codi de prod. |
| ---- | ------------------------------ | --------------- | ------------------------------- | ----------------------- | ------------- |
| 1    | «First Bottle»                 | Barry Levinson  | Danny Strong                    | 13 d'octubre de 2021    | 1DJE01        |
| 2    | «Breakthrough Pain»            | Barry Levinson  | Danny Strong                    | 13 d'octubre de 2021    | 1DJE02        |
| 3    | «The 5th Vital Sign»           | Michael Cuesta  | Danny Strong i Beth Macy        | 13 d'octubre de 2021    | 1DJE03        |
| 4    | «Pseudo-Addiction»             | Michael Cuesta  | Jessica Mecklenburg             | 20 d'octubre de 2021    | 1DJE04        |
| 5    | «The Whistleblower»            | Patricia Riggen | Danny Strong i Benjamin Rubin   | 27 d'octubre de 2021    | 1DJE05        |
| 6    | «Hammer the Abusers»           | Patricia Riggen | Danny Strong i Eoghan O'Donnell | 3 de novembre de 2021   | 1DJE06        |
| 7    | «Black Box Warning»            | Danny Strong    | Danny Strong i Beth Macy        | 10 de novembre de 2021  | 1DJE07        |
| 8    | «The People vs. Purdue Pharma» | Danny Strong    | Danny Strong                    | 17 de novembre de 2021  | 1DJE08        |

## Producció

### Desenvolupament
El 17 de juny de 2020, es va anunciar que Hulu havia donat a la producció una comanda de sèrie limitada que constava de vuit episodis basats en el llibre, Dopesick: Dealers, Doctors and the Drug Company that Addicted America de Beth Macy. La sèrie va ser creada per Danny Strong, que també actua com a productor executiu al costat de Michael Keaton, Warren Littlefield, John Goldwyn, Beth Macy, Karen Rosenfelt i Barry Levinson, que va dirigir la sèrie limitada. Les companyies de producció implicades en la sèrie són 20th Television (que substitueix l'anunciat inicialment Fox 21 Television Studios), John Goldwyn Productions i The Littlefield Company.

### Càsting
Al costat de l'anunci de la minisèrie, Michael Keaton també va tenir un paper protagonista. El setembre de 2020, Peter Sarsgaard, Kaitlyn Dever, Will Poulter i John Hoogenakker es van unir al repartiment principal, amb Phillipa Soo i Jake McDorman en papers recurrents. L'octubre de 2020, Rosario Dawson va ser elegida com una sèrie habitual, mentre que Ray McKinnon va ser elegida per a un paper recurrent. El novembre de 2020, Cleopatra Coleman es va unir al repartiment en un paper recurrent. El desembre de 2020, Michael Stuhlbarg va ser emesa com a sèrie habitual. El gener de 2021, Jaime Ray Newman, Andrea Frankle i Will Chase es van unir al repartiment en papers recurrents. El març de 2021, Rebecca Wisocky i Meagen Fay van ser emeses en funcions recurrents. L'abril de 2021, Trevor Long es va unir al repartiment de la sèrie de manera recurrent.

### Rodatge
El rodatge va començar el desembre de 2020 a Richmond, Virgínia i Clifton Forge, Virgínia i va continuar fins al maig de 2021. Carolina del Nord i Geòrgia estaven en disputa, però Virginia va ser seleccionada pels seus incentius fiscals i ubicacions.

## Publicació
Dopesick es va publicar a Hulu el 13 d'octubre de 2021. El primer episodi es va projectar al Virginia Film Festival el 30 d'octubre de 2021, seguit d'una discussió amb Danny Strong i Beth Macy. En l'àmbit internacional, la sèrie es va estrenar al centre de contingut Star de Disney+, Disney+ Hotstar i Star+ el 12 de novembre de 2021. Els dos primers episodis es van emetre aquell dia i els episodis posteriors es van publicar els dimecres.

## Recepció

### Resposta crítica
El lloc web agregador de ressenyes Rotten Tomatoes va informar d'una puntuació d'aprovació del 89% amb una valoració mitjana de 7,7/10, basada en 70 crítiques. El consens dels crítics del lloc web digué que: "Dopesick de vegades s'enfonsa sota el pes de la seva temàtica, però les actuacions fortes de Michael Keaton i Kaitlyn Dever i un enfocament empàtic a les persones molt reals afectades per la crisi dels opioides fan un drama esgarrifós". Metacritic, que utilitza una mitjana ponderada, va assignar una puntuació de 68 sobre 100 basada en 25 crítics, indicant "crítiques generalment favorables".
Joel Keller de Decider va qualificar la sèrie d'ambiciosa i extensa, afirmant que Danny Strong aconsegueix oferir diferents històries d'una manera no lineal, i va elogiar les actuacions del repartiment, escrivint: "La sèrie està definitivament impulsada per les seves bones actuacions, des del reservat de Keaton i el reticent Dr. Fennix, a la interpretació confiada que fa Dever de Betsy, que només vol ser ella mateixa, però sap que no pot ser a la seva ciutat natal. Sarsgaard i Dawson fan la seva excel·lent feina habitual". Fionnuala Halligan de Screen Daily va aplaudir les actuacions dels actors, qualificant el repartiment d'"estel·lar" i va elogiar l'escriptura de Strong per no ensucrar l'exploració de la família Sackler i el paper de Purdue Pharma en la crisi dels opioides als Estats Units, afirmant: "El resultat és un sòlid, drama cada cop més eficaç i satisfactòriament ben fet".
Ed Cumming, de The Independent, va puntuar la minisèrie amb 5 estrelles sobre 5, va trobar que Dopesick era una sèrie dramàtica ambiciosa, dient: "Pretén explorar l'escàndol des dels Sacklers, que va començar amb el desenvolupament de la droga als anys vuitanta, per mostrar com els caps cobdiciosos i els àvars representants de vendes van poder segrestar les bones intencions dels metges d'arreu del país", van elogiar les actuacions dels membres del repartiment i van qualificar el guió d'"admirablement ajustat", mentre felicitava la direcció. Kristen Baldwin, d' Entertainment Weekly, va donar un A- a la sèrie, va elogiar les actuacions del repartiment i la seva química, i va escriure: "Dopesick acull hàbilment la gran epidèmia d'addiccions a través d'històries íntimes i profundament absorbents de devastació humana". En revisar la sèrie per a USA Today, Kelly Lawler va donar una valoració de 3 sobre 4 estrelles i va descriure el repartiment com "excel·lent i empàtic, ajudant a fonamentar la sèrie. Keaton està en el seu millor moment, dominant un personatge que és un embolic de contradiccions i transformacions". Matt Cabral, de Common Sense Media, va valorar la sèrie amb 4 estrelles sobre 5, va elogiar la representació de missatges positius i models a seguir, citant el treball en equip i la benevolència, i va felicitar les diverses representacions dels actors.

### Premis i reconeixements
| Any  | Premi                                   | Categoria                                                                            | Nominació | Resultat  | Ref.          |
| ---- | --------------------------------------- | ------------------------------------------------------------------------------------ | --- | --------- | ------------- |
| 2021 | USC Scripter Awards                     | Best Adapted TV Screenplay                                                           | Danny Strong | Guanyador | [ 29 ]        |
| 2022 | AARP Movies for Grownups Awards         | Best Actor – Television                                                              | Michael Keaton | Guanyador | [ 30 ]        |
| 2022 | Critics' Choice Television Awards       | Best Limited Series                                                                  | Dopesick | Nominat   | [ 31 ]        |
| 2022 | Critics' Choice Television Awards       | Best Actor in a Limited Series or Movie Made for Television                          | Michael Keaton | Guanyador | [ 31 ]        |
| 2022 | Critics' Choice Television Awards       | Best Supporting Actress in a Limited Series or Movie Made for Television             | Kaitlyn Dever | Nominat   | [ 31 ]        |
| 2022 | Directors Guild of America Awards       | Outstanding Directing – Miniseries or TV Film                                        | Barry Levinson (for "First Bottle") | Nominat   | [ 32 ]        |
| 2022 | Directors Guild of America Awards       | Outstanding Directing – Miniseries or TV Film                                        | Danny Strong (for "The People vs. Purdue Pharma") | Nominat   | [ 32 ]        |
| 2022 | GLAAD Media Awards                      | Outstanding Limited or Anthology Series                                              | Dopesick | Nominat   | [ 33 ]        |
| 2022 | Golden Globe Awards                     | Best Miniseries or Television Film                                                   | Dopesick | Nominat   | [ 34 ] [ 35 ] |
| 2022 | Golden Globe Awards                     | Best Actor in a Miniseries or Television Film                                        | Michael Keaton | Guanyador | [ 34 ] [ 35 ] |
| 2022 | Golden Globe Awards                     | Best Supporting Actress in a Series, Miniseries or Television Film                   | Kaitlyn Dever | Nominat   | [ 34 ] [ 35 ] |
| 2022 | Hollywood Critics Association TV Awards | Best Streaming Limited or Anthology Series                                           | Dopesick | Guanyador | [ 36 ]        |
| 2022 | Hollywood Critics Association TV Awards | Best Actor in a Streaming Limited or Anthology Series or Movie                       | Michael Keaton | Guanyador | [ 36 ]        |
| 2022 | Hollywood Critics Association TV Awards | Best Supporting Actor in a Streaming Limited or Anthology Series or Movie            | Michael Stuhlbarg | Nominat   | [ 36 ]        |
| 2022 | Hollywood Critics Association TV Awards | Best Supporting Actor in a Streaming Limited or Anthology Series or Movie            | Peter Sarsgaard | Nominat   | [ 36 ]        |
| 2022 | Hollywood Critics Association TV Awards | Best Supporting Actor in a Streaming Limited or Anthology Series or Movie            | Will Poulter | Nominat   | [ 36 ]        |
| 2022 | Hollywood Critics Association TV Awards | Best Supporting Actress in a Streaming Limited or Anthology Series or Movie          | Rosario Dawson | Nominat   | [ 36 ]        |
| 2022 | Hollywood Critics Association TV Awards | Best Supporting Actress in a Streaming Limited or Anthology Series or Movie          | Kaitlyn Dever | Guanyador | [ 36 ]        |
| 2022 | Hollywood Critics Association TV Awards | Best Directing in a Streaming Limited or Anthology Series or Movie                   | Danny Strong (for "The People vs. Purdue Pharma") | Nominat   | [ 36 ]        |
| 2022 | Hollywood Critics Association TV Awards | Best Writing in a Streaming Limited or Anthology Series or Movie                     | Danny Strong (for "The People vs. Purdue Pharma") | Guanyador | [ 36 ]        |
| 2022 | Peabody Awards                          | Entertainment                                                                        | Dopesick | Guanyador | [ 37 ]        |
| 2022 | Primetime Emmy Awards                   | Outstanding Limited or Anthology Series                                              | Danny Strong, John Goldwyn, Warren Littlefield, Karen Rosenfelt, Barry Levinson, Beth Macy, Michael Keaton, Jane Bartelme, Mandy Safavi, Eoghan O'Donnell, Jessica Mecklenburg, Ann Johnson, and Graham Littlefield | Nominat   | [ 38 ] [ 39 ] |
| 2022 | Primetime Emmy Awards                   | Outstanding Lead Actor in a Limited or Anthology Series or Movie                     | Michael Keaton | Guanyador | [ 38 ] [ 39 ] |
| 2022 | Primetime Emmy Awards                   | Outstanding Supporting Actor in a Limited or Anthology Series or Movie               | Will Poulter | Nominat   | [ 38 ] [ 39 ] |
| 2022 | Primetime Emmy Awards                   | Outstanding Supporting Actor in a Limited or Anthology Series or Movie               | Peter Sarsgaard | Nominat   | [ 38 ] [ 39 ] |
| 2022 | Primetime Emmy Awards                   | Outstanding Supporting Actor in a Limited or Anthology Series or Movie               | Michael Stuhlbarg | Nominat   | [ 38 ] [ 39 ] |
| 2022 | Primetime Emmy Awards                   | Outstanding Supporting Actress in a Limited or Anthology Series or Movie             | Kaitlyn Dever | Nominat   | [ 38 ] [ 39 ] |
| 2022 | Primetime Emmy Awards                   | Outstanding Supporting Actress in a Limited or Anthology Series or Movie             | Mare Winningham | Nominat   | [ 38 ] [ 39 ] |
| 2022 | Primetime Emmy Awards                   | Outstanding Directing for a Limited or Anthology Series or Movie                     | Danny Strong (for "The People vs. Purdue Pharma") | Nominat   | [ 38 ] [ 39 ] |
| 2022 | Primetime Emmy Awards                   | Outstanding Writing for a Limited or Anthology Series or Movie                       | Danny Strong (for "The People vs. Purdue Pharma") | Nominat   | [ 38 ] [ 39 ] |
| 2022 | Primetime Creative Arts Emmy Awards     | Outstanding Casting for a Limited or Anthology Series or Movie                       | Avy Kaufman and Erica Arvold | Nominat   | [ 38 ] [ 39 ] |
| 2022 | Primetime Creative Arts Emmy Awards     | Outstanding Cinematography for a Limited or Anthology Series or Movie                | Checco Varese (for "Breakthrough Pain") | Guanyador | [ 38 ] [ 39 ] |
| 2022 | Primetime Creative Arts Emmy Awards     | Outstanding Single-Camera Picture Editing for a Limited or Anthology Series or Movie | C. Chi-yoon Chung (for "Black Box Warning") | Nominat   | [ 38 ] [ 39 ] |
| 2022 | Primetime Creative Arts Emmy Awards     | Outstanding Single-Camera Picture Editing for a Limited or Anthology Series or Movie | Douglas Crise (for "First Bottle") | Nominat   | [ 38 ] [ 39 ] |
| 2022 | Primetime Creative Arts Emmy Awards     | Outstanding Sound Mixing for a Limited or Anthology Series or Movie                  | Nick Offord, Ryan Collins, and Jay Meagher (for "Pseudo-Addiction") | Nominat   | [ 38 ] [ 39 ] |
| 2022 | Screen Actors Guild Awards              | Outstanding Performance by a Male Actor in a Miniseries or Television Movie          | Michael Keaton | Guanyador | [ 40 ]        |
| 2022 | Television Critics Association Awards   | Outstanding Achievement in Movies, Miniseries and Specials                           | Dopesick | Guanyador | [ 41 ] [ 42 ] |
| 2022 | Television Critics Association Awards   | Individual Achievement in Drama                                                      | Michael Keaton | Nominat   | [ 41 ] [ 42 ] |
| 2023 | Artios Awards                           | Outstanding Achievement in Casting – Limited Series                                  | Dopesick | Guanyador | [ 43 ] [ 44 ] |